# Velvet Underworld
「Velvet Underworld」（ヴェルヴェット・アンダーワールド）は、Weißの2枚目のシングル。1998年5月21日にMARINE ENTERTAINMENTから発売された。

## 概要
表題曲「Velvet Underworld」は、ドラマCD初期に使われたものを再録音したもので、テレビアニメ「Weiß kreuz」のオープニングテーマとして使用された。
カップリングは、アルバム『Glühen』収録曲のアレンジ違いとなっている。 

## 収録曲
（全作詞：相田毅、作曲・編曲：西岡和也）
1. Velvet Underworld（New Recording ver.） [4:50]
  - テレビアニメ「Weiß kreuz」オープニングテーマ
2. 最後の晩餐(New Arrange ver.） [5:13]
3. Velvet Underworld（off vocal ver.）
4. 最後の晩餐（off vocal ver.）